# Oxycera rara
Espèce
Oxycera rara est une espèce d'insectes diptères brachycères de la famille des Stratiomyidae.

## Description
Cette petite mouche (longue d'environ 7 mm), au corps aplati noir et jaune possède des pattes presque entièrement jaunes, le scutellum est muni de deux pointes, l'abdomen est arrondi.

## Distribution
Europe, de l'Espagne à la Pologne ; Afrique du Nord ; Amérique du Nord.

## Biologie
Cette espèce vit dans les prairies humides, à proximité des mares ou des étangs, dans les haies humides ; les larves dans les mousses humides ou la litière. Les adultes s'observent de juin à aout, se reposant souvent sur les feuillages.